# Min fru är en utomjording
Min fru är en utomjording (originaltitel: My Stepmother Is an Alien) är en amerikansk science fiction-komedifilm från 1988, med Richard Benjamin som regissör. Den svenska titeln i Finland är Styvmodern från rymden.

## Handling
Filmen handlar om vetenskapsmannen Steve Mills (Dan Aykroyd), som av en slumpartad händelse får kontakt med en planet i ett annat solsystem och råkar skada de mycket människolika innevånarnas livsbetingelser. Dessa skickar ut Celeste, en kurir (Kim Basinger) som ska försöka få Mills att upprepa sändningen. På vägen till Jorden får Celeste en snabblektion i hur saker och ting fungerar på Jorden - en lektion som visar sig vara ganska bristfällig och förvecklingarna staplas på varandra.
Mills dotter Jessie (Alyson Hannigan, som för övrigt debuterade i denna film) råkar få se några minst sagt märkliga saker som Celeste gör, hon pratar med någon i väskan, suger i sig ficklampsbatterier, plockar upp äggen ur det kokande vattnet med bara händerna, osv.

## Om filmen
Min fru är en utomjording regisserades av Richard Benjamin. Filmen hade svensk premiär i mars 1989 och rekommenderades från 11 år på bio. 

## Rollista (urval)
| Dan Aykroyd     | – doktor Steve Mills   |
| Kim Basinger    | – Celeste              |
| Jon Lovitz      | – Ron Mills            |
| Alyson Hannigan | – Jessie Mills         |
| Joseph Maher    | – doktor Lucas Budlong |
| Seth Green      | – Fred Glass           |
| Ann Prentiss    | – väskans röst         |
| Wesley Mann     | – Grady                |
| Harry Shearer   | – Carl Sagan (röst)    |
| Tony Jay        | – rådets chef          |